# (20070) Koichiyuko
(20070) Koichiyuko est un astéroïde de la ceinture principale.

## Description
(20070) Koichiyuko est un astéroïde de la ceinture principale. Il fut découvert le 8 décembre 1993 à Ōizumi par Takao Kobayashi. Il présente une orbite caractérisée par un demi-grand axe de 2,27 UA, une excentricité de 0,22 et une inclinaison de 7,2° par rapport à l'écliptique.

## Compléments